# Lirstal
Lirstal é um município da Alemanha localizado no distrito de Vulkaneifel, estado da Renânia-Palatinado. Pertence ao Verbandsgemeinde de Kelberg.